# 石碑乡
石碑乡，是中华人民共和国四川省宜宾市珙县曾经下辖的一个乡。2019年8月，撤销石碑乡，将其所属行政区域划归曹营镇管辖。

## 行政区划
石碑乡撤销前下辖以下地区：
曙光社区村、红沙村、红光村、红卫村、光明村、飞龙村和司堡村。